# ソリアーノ・カーラブロ
ソリアーノ・カーラブロ（イタリア語: Soriano Calabro）は、イタリア共和国カラブリア州ヴィボ・ヴァレンツィア県にある、人口約2,400人の基礎自治体（コムーネ）。

## 地理

### 位置・広がり

#### 隣接コムーネ
隣接するコムーネは以下の通り。
- ジェロカルネ
- ピッツォーニ
- ソリアネッロ
- ステファナーコニ